# Александерссон, Ноа
Ноа Юнатан Александерссон (швед. Noah Jonathan Alexandersson; род. 30 сентября 2001, Уоррингтон, Северо-Западная Англия) — шведский футболист, полузащитник клуба «Гётеборг».

## Клубная карьера
Начинал заниматься футболом в школе клуба «Вестра Фрёлунда». Выступал за юношеские команды. В 2016 году в 14-летнем возрасте дебютировал за основной состав клуба в третьем шведском дивизионе. На протяжении двух сезонов привлекался к играм взрослой команды, проведя в общей сложности 17 матчей, в которых забил четыре мяча.
В 2018 году перешёл в «Гётеборг», где на тот момент работал его отец. В 2019 году стал привлекаться к занятиям с основной командой. 6 июля впервые попал в заявку клуба на матч чемпионата Швеции, но на поле не появился. 12 августа в домашней игре с «Фалькенбергом» состоялся дебют Александерссона в Аллсвенскане. После перерыва он появился на поле, заменив Хосама Айеша. В феврале 2020 года принял участие в двух матчах группового этапа кубка Швеции. По ходу турнира «Гётеборг» дошёл до финала и, обыграв «Мальмё», стал победителем турнира.

## Личная жизнь
Отец Ноа, Никлас Александерссон, в прошлом также футболист, провёл 109 матчей в составе национальной сборной Швеции.

## Достижения
Гётеборг
- Обладатель Кубка Швеции: 2019/20

## Клубная статистика
| Выступление      | Выступление      | Выступление      | Лига | Лига | Кубки | Кубки | Конт. кубки | Конт. кубки | Итого | Итого |
| Клуб             | Лига             | Сезон            | Игры | Голы | Игры  | Голы  | Игры        | Голы        | Игры  | Голы  |
| ---------------- | ---------------- | ---------------- | ---- | ---- | ----- | ----- | ----------- | ----------- | ----- | ----- |
| Вестра Фрёлунда  | Дивизион 3       | 2016             | 7    | 0    | 0     | 0     | 0           | 0           | 7     | 0     |
| Вестра Фрёлунда  | Дивизион 3       | 2017             | 10   | 4    | 0     | 0     | 0           | 0           | 10    | 4     |
| Вестра Фрёлунда  | Итого            | Итого            | 17   | 4    | 0     | 0     | 0           | 0           | 17    | 4     |
| Гётеборг         | Аллсвенскан      | 2019             | 3    | 0    | 0     | 0     | 0           | 0           | 3     | 0     |
| Гётеборг         | Аллсвенскан      | 2020             | 8    | 0    | 3     | 0     | 0           | 0           | 11    | 0     |
| Гётеборг         | Аллсвенскан      | 2021             | 0    | 0    | 0     | 0     | 0           | 0           | 0     | 0     |
| Гётеборг         | Итого            | Итого            | 11   | 0    | 3     | 0     | 0           | 0           | 14    | 0     |
| Всего за карьеру | Всего за карьеру | Всего за карьеру | 28   | 4    | 3     | 0     | 0           | 0           | 31    | 4     |